# Chaintreaux
Chaintreaux település Franciaországban, Seine-et-Marne megyében. Lakosainak száma 831 fő (2022. január 1.). Chaintreaux Poligny, Remauville, Souppes-sur-Loing, Dordives, Bransles, Égreville és Lorrez-le-Bocage-Préaux községekkel határos.

## Népesség
A település népességének változása:
| Lakosok száma | 917  | 918  | 928  | 909  | 887  | 864  | 842  | 831  | 831  |
|               | 2013 | 2015 | 2016 | 2017 | 2018 | 2019 | 2020 | 2021 | 2022 |